# Spłonie, kto najbliżej ognia stoi
Spłonie, kto najbliżej ognia stoi (tur. Atesin düstügü yer) – turecki film dramatyczny z 2012 w reżyserii İsmaila Güneşa.

## Opis fabuły
Młoda dziewczyna Ayse zaczyna chorować i musi poddać się operacji w szpitalu. Kiedy okazuje się, że Ayse spodziewa się dziecka, rodzina chce ją surowo ukarać bo nie jest zamężna, a jej stan zagraża honorowi rodziny. Obowiązek zabicia dziewczyny spada na jej ojca Osmana, który zabiera córkę w podróż. Wspólna podróż ojca i córki zbliża ich do siebie, mimo iż niektóre tematy nie są przez nich poruszane w rozmowach.

## Obsada
- Elifcan Ongurlar jako Ayşe
- Hakan Karahan jako Osman
- Yesim Ceren Bozoğlu jako Hatice
- Serhan Süsler jako Demir
- Abdullah Sekeroglu jako Hüseyin
- Ozan Göksu Sayin jako Seyit
- Dean Baykan jako Denis
- Özlem Balci jako Asiye
- Katharina Weithaler jako Stefanie
- Oguzhan Sekeroglu jako Ali
- Utku Şahin jako Kenan
- Muammer Sahin jako Mustahdem
- Rumeysa Yılmaz jako Nesibe

## Nagrody i wyróżnienia
W 2013 film został zgłoszony do nagrody Amerykańskiej Akademii Filmowej w kategorii najlepszy film nieanglojęzyczny, ale nie uzyskał nominacji.
- 2012: Festiwal Filmowy w Montrealu
  - Nagroda krytyki filmowej - FIPRESCI
  - Grand Prix des Amériques

- 2012: Międzynarodowy Festiwal Filmowy w Malatya
  - Nagroda za najlepszą muzykę (Saki Çimen)